# Mac Van Valkenburg
Mac Elwyn Van Valkenburg (* 5. Oktober 1921 in Union, Utah; † 19. März 1997 in Orem, Utah) war ein US-amerikanischer Elektroingenieur.
Van Valkenburg studierte Elektrotechnik an der University of Utah (Bachelor 1943), dem Massachusetts Institute of Technology (Master 1946) und der Stanford University (Ph.D. 1952).
Danach wurde er Professor an der University of Illinois at Urbana-Champaign. Der „IEEE Circuits and Systems Society Mac Van Valkenburg Award“ ist nach ihm benannt.